# Поза (телесериал)
«По́за» (англ. Pose) — американский драматический телесериал, созданный Райаном Мёрфи, Брэдом Фэлчаком и Стивеном Кэнелсом. Премьера шоу состоялась 3 июня 2018 года на канале FX. Главные роли в сериале исполняют Эмджей Родригес, Доминик Джексон, Билли Портер, Индия Мур, Райан Джамаал Суэйн, Шарлейн Вудард, Хейли Сахар, Анжелика Росс, Анхель Бисмарк Курьель, Диллон Бернсайд и Сандра Бернхард.

## Сюжет
Разворачивающееся в Америке в конце 1980-х и начале 1990-х годов шоу показывает несколько сегментов жизни в Нью-Йорке — культуру балов, жизнь даунтауна, а также взлёт эпохи Трампа.

## Актёрский состав

### Основной актёрский состав
- Эмджей Родригес — Бланка Родригес-Евангелиста (ранее Роскоши), транс-женщина с ВИЧ и бывший член Дома Роскоши. Основательница и мать Дома Евангелисты.
- Доминик Джексон[англ.] — Электра Винтур (ранее Роскоши, Евангелиста и Свирепость), бывшая мать Дома Роскоши и основательница Дома Винтур.
- Билли Портер — Прей Телл, эмси балов в Нью-Йорке, модельер и наставник сообщества.
- Индия Мур — Эйнджел Евангелиста (ранее Роскоши), транс-женщина и секс-работница, которая присоединяется к Дому Евангелисты.
- Райан Джамаал Суэйн[англ.] — Деймон Ричардс-Евангелиста, бездомный и талантливый танцор, который становится первым членом Дома Евангелисты.
- Хейли Сахар[англ.] — Лулу Изобилие, бывший член Дома Роскоши и соосновательница Дома Свирепости.
- Анжелика Росс — Кэнди Изобилие, бывший член Дома Роскоши и соосновательница Дома Свирепости. (1–2 сезон)
- Анхель Бисмарк Курьель[англ.] — Мартинес «Лил Папи» Евангелиста, член Дома Евангелисты.
- Диллон Бернсайд[англ.] — Рики Винтур (ранее Евангелиста), бывший бойфренд Деймона и член Дома Винтур.
- Сандра Бернхард — Джуди Кубрак, медсестра и член организации ACT UP (2 сезон; приглашённая звезда — 1 сезон)
- Эван Питерс — Стэн Боуз, муж Пэтти и работник в Трамп-тауэр, который заводит роман с Эйнджел. (1 сезон)
- Кейт Мара — Пэтти Боуз, жена Стэна и мать его детей. (1 сезон)
- Джеймс Ван Дер Бик — Мэтт Бромли, начальник Стэна. (1 сезон)
- Шарлейн Вудард — Хелена Сент-Роджерс, преподавательница танца модерн в Новой школе танца. (1 сезон)

### Второстепенный актёрский состав
- Джереми Макклейн — Кабби Винтур, бывший член Домов Изобилия, Свирепости и Евангелисты, член дома Винтур.
- Джейсон А. Родригес — Лемар Винтур, бывший член Домов Изобилия, Свирепости и Евангелисты, член дома Винтур.
- Саманта Грейс Бламм — Аманда Боуз, дочь Стэна и Патти.
- Хосе Гутьерес Экстраваганза[англ.] — в роли самого себя, судья и основатель Дома Экстраваганзы.
- Сол Уильямс Пендавис — в роли самого себя, судья и основатель Дома Пендависа.
- Кэтрин Эрбе — доктор Готтфрид.
- Джонни Сибилли — Костас, бойфренд Прея, который умирает от СПИДа.
- Тамара М. Уильямс — Саммер.
- Кристофер Мелони — Дик Форд, состоятельный любовник Электры.
- Алексия Гарсия — Афродита, бывший член Дома Экстраваганзы, которая присоединяется к Дому Свирепости.
- Бьянка Кастро[англ.] — Вероника, кассирша в секонд-хенде, которая присоединяется к Дому Свирепости.
- Трейс Лисетт — Тесс, продавщица в магазине одежды, которая присоединяется к Дому Винтур.
- Лейоми Мальдонадо — Флорида, член Дома Свирепости.
- Пэтти Люпон — Фредерика Норман, магнат в сфере недвижимости.
- Эдуард Карневале — Джонас Норман, сын Фредерики.

## Эпизоды
| Сезон | Сезон | Эпизоды | Дата показа     | Дата показа     |
| Сезон | Сезон | Эпизоды | Премьера сезона | Финал сезона    |
| ----- | ----- | ------- | --------------- | --------------- |
|       | 1     | 8       | 3 июня 2018     | 22 июля 2018    |
|       | 2     | 10      | 11 июня 2019    | 20 августа 2019 |
|       | 3     | 8       | 2 мая 2021      | 6 июня 2021     |

### Сезон 1 (2018)
| № общий | № в сезоне | Название                                      | Режиссёр             | Автор сценария                           | Дата премьеры |
| ------- | ---------- | --------------------------------------------- | -------------------- | ---------------------------------------- | ------------- |
| 1       | 1          | «Pilot» «Пилот»                               | Райан Мерфи          | Райан Мерфи, Брэд Фэлчак и Стивен Кэнэлс | 3 июня 2018   |
| 2       | 2          | «Access» «Доступ»                             | Райан Мерфи          | Райан Мерфи, Брэд Фэлчак и Стивен Кэнэлс | 10 июня 2018  |
| 3       | 3          | «Giving and Receiving» «Отдавать и получать»  | Нельсон Крегг        | Джанет Мок и Our Lady J                  | 17 июня 2018  |
| 4       | 4          | «The Fever» «Лихорадка»                       | Гвинет Хордер-Пейтон | Джанет Мок                               | 24 июня 2018  |
| 5       | 5          | «Mother's Day» «День матери»                  | Сайлас Ховард        | Стивен Кэнэлс                            | 1 июля 2018   |
| 6       | 6          | «Love Is the Message» «Любовь - это послание» | Джанет Мок           | Райан Мерфи и Джанет Мок                 | 8 июля 2018   |
| 7       | 7          | «Pink Slip» «Об увольнении»                   | Тина Мэбри           | Стивен Кэнэлс и Our Lady J               | 15 июля 2018  |
| 8       | 8          | «Mother of the Year» «Мать года»              | Гвинет Хордер-Пейтон | Райан Мерфи, Брэд Фэлчак и Стивен Кэнэлс | 22 июля 2018  |

### Сезон 2 (2019)
| № общий | № в сезоне | Название                                                                | Режиссёр             | Автор сценария                           | Дата премьеры   |
| ------- | ---------- | ----------------------------------------------------------------------- | -------------------- | ---------------------------------------- | --------------- |
| 9       | 1          | «Acting Up» «Действуй»                                                  | Гвинет Хордер-Пейтон | Райан Мерфи, Брэд Фэлчак и Стивен Кэнэлс | 11 июня 2019    |
| 10      | 2          | «Worth It» «Стоило того»                                                | Гвинет Хордер-Пейтон | Джанет Мок                               | 18 июня 2019    |
| 11      | 3          | «Butterfly/Cocoon» «Бабочка / Кокон»                                    | Джанет Мок           | Our Lady J                               | 25 июня 2019    |
| 12      | 4          | «Never Knew Love Like This Before» «Никогда не знал такой любви раньше» | Райан Мерфи          | Райан Мерфи и Джанет Мок                 | 09 июля 2019    |
| 13      | 5          | «"What Would Candy Do?» «Что бы сделала Кенди?»                         | Тина Мэбри           | Стивен Кэнэлс                            | 16 июля 2019    |
| 14      | 6          | «Love's In Need Of Love Today» «Любовь нуждается в любви сегодня»       | Тина Мэбри           | Our Lady J и Брэд Фэлчак                 | 23 июля 2019    |
| 15      | 7          | «Blow» «Дыхание»                                                        | Дженни Ливингстон    | Джанет Мок                               | 30 июля 2019    |
| 16      | 8          | «Revelations» «Откровения»                                              | Стивен Кэнэлс        | Стивен Кэнэлс                            | 06 августа 2019 |
| 17      | 9          | «Life's a Beach» «Жизнь - это пляж»                                     | Гвинет Хордер-Пейтон | Our Lady J и Джанет Мок                  | 13 августа 2019 |
| 18      | 10         | «In My Heels» «В моих каблуках»                                         | Джанет Мок           | Райан Мерфи, Брэд Фэлчак и Стивен Кэнэлс | 20 августа 2019 |

### Сезон 3 (2021)
| № общий | № в сезоне | Название                                                                   | Режиссёр      | Автор сценария                                                 | Дата премьеры |
| ------- | ---------- | -------------------------------------------------------------------------- | ------------- | -------------------------------------------------------------- | ------------- |
| 19      | 1          | «On the Run» «В бегах»                                                     | Джанет Мок    | Джанет Мок и Стивен Кэнэлс                                     | 2 мая 2021    |
| 20      | 2          | «Intervention» «Интервенция»                                               | Стивен Кэнэлс | Джанет Мок и Our Lady J                                        | 2 мая 2021    |
| 21      | 3          | «The Trunk» «Ствол»                                                        | Тина Мэбри    | Джанет Мок и Брэд Фэлчак                                       | 9 мая 2021    |
| 22      | 4          | «Take Me To Church» «Возьмите меня в церковь»                              | Джанет Мок    | Брэд Фэлчак, Стивен Кэнэлс и Джанет Мок                        | 16 мая 2021   |
| 23      | 5          | «Something Borrowed, Something Blue» «Что-то заимствованное, что-то синее» | Стивен Кэнэлс | Брэд Фэлчак и Стивен Кэнэлс                                    | 23 мая 2021   |
| 24      | 6          | «Something Old, Something New» «Что-то старое, что-то новое»               | Джанет Мок    | Джанет Мок                                                     | 30 мая 2021   |
| 2526    | 78         | «Series Finale» «Конец сериала»                                            | Стивен Кэнэлс | Стивен Кэнэлс, Our Lady, Джанет Мок, Брэд Фэлчак и Райан Мерфи | 6 июня 2021   |

## Производство

### Разработка
16 марта 2017 года было объявлено, что канал FX заказал производство пилотного эпизода по сценарию Райана Мёрфи, Брэда Фэлчака и Стивена Кэнелса, которые также займутся продюсированием сериала совместно с Ниной Джейкобсон, Брэдом Симпсоном и Шерри Марш. Лейоми Мальдонадо и Даниэль Поланко были объявлены в качестве хореографов шоу. В октябре 2017 года к команде сценаристов и продюсеров присоединились Джанет Мок и Our Lady J.
27 декабря 2017 года было объявлено, что FX заказал производство первого сезона из восьми эпизодов. 12 июля 2018 года было объявлено, что сериал был продлён на второй сезон. 17 июня 2019 года было объявлено, что сериал был продлён на третий сезон.

### Кастинг
Кастинг сериала начался в марте 2017 года. В октябре 2017 года было объявлено, что трансгендерные актрисы Эмджей Родригес, Индия Мур, Доминик Джексон, Хейли Сахар и Анжелика Росс, а также цисгендерные актёры Райан Джамал Суэйн, Билли Портер и Диллон Бернсайд присоединились к основному актёрскому составу шоу, тем самым установив рекорд по числу трансгендерных актёров в телевизионном сериале. Ожидалось, что в шоу будет задействовано более 50 трансгендерных персонажей. Днём позже к основному касту также присоединились Эван Питерс, Кейт Мара, Джеймс Ван Дер Бик и Татьяна Маслани.
27 декабря 2017 года было объявлено, что Маслани покинула сериал, поскольку её роль была переписана для 50-летней женщины-афроамериканки. Роль получила Шарлейн Вудард. 19 сентября 2018 года было объявлено, что Сандра Бернхард присоединилась к постоянному актёрскому составу с ролью медсестры Джуди. 24 марта 2019 года было объявлено, что Пэтти Люпон появится во втором сезоне шоу с гостевой ролью.

### Съёмочный процесс
Съёмки пилотного эпизода начались в октябре 2017 года в Нью-Йорке. Производство последующих серий первого сезона ожидалось начаться в феврале 2018 года. Мёрфи выступил режиссёром первых двух эпизодов шоу, а Мок срежиссировала шестой, тем самым став первой трансгендерной цветной женщиной, снявшей эпизод любого телевизионного шоу.

## Релиз

### Маркетинг
12 апреля 2018 года FX выпустил первый тизер сериала, также объявив дату выхода шоу — 3 июня 2018 года. 3 мая 2018 года FX выпустил первый трейлер сериала.

## Принятие

### Отзывы критиков
Первый сезон сериала был встречен с положительными отзывами от критиков. На интернет-агрегаторе Rotten Tomatoes он имеет 96 % свежести и оценку в 8.03 балла из 10 на основе 76 рецензий. Metacritic дал сезону 75 баллов из 100 возможных на основе 27 рецензий, что соответствует статусу «в целом положительные отзывы».
Второй сезон шоу также был встречен с положительными отзывами. На интернет-агрегаторе Rotten Tomatoes сезон имеет 96 % свежести и оценку в 8.12 баллов из 10 на основе 27 рецензий, в то время как Metacritic дал ему 79 баллов из 100 возможных на основе 13 рецензий, что соответствует статусу «в целом положительные отзывы».

### Рейтинги

#### 1 сезон
| № | Название               | Дата показа  | Рейтинг (18—49) | Зрителей (миллионов) | DVR (18—49) | Зрителей DVR (миллионов) | Всего (18—49) | Всего зрителей (миллионов) |
| - | ---------------------- | ------------ | --------------- | -------------------- | ----------- | ------------------------ | ------------- | -------------------------- |
| 1 | «Pilot»                | 3 июня 2018  | 0.2             | 0.688                | 0.2         | 0.444                    | 0.4           | 1.132                      |
| 2 | «Access»               | 10 июня 2018 | 0.2             | 0.548                | 0.1         | 0.338                    | 0.3           | 0.887                      |
| 3 | «Giving and Receiving» | 17 июня 2018 | 0.2             | 0.561                | 0.2         | 0.358                    | 0.4           | 0.919                      |
| 4 | «The Fever»            | 24 июня 2018 | 0.3             | 0.719                | 0.2         | 0.438                    | 0.5           | 1.158                      |
| 5 | «Mother's Day»         | 1 июля 2018  | 0.3             | 0.582                | 0.1         | 0.390                    | 0.4           | 0.973                      |
| 6 | «Love Is the Message»  | 8 июля 2018  | 0.3             | 0.594                | 0.2         | 0.436                    | 0.5           | 1.031                      |
| 7 | «Pink Slip»            | 15 июля 2018 | 0.3             | 0.689                | 0.1         | 0.372                    | 0.4           | 1.062                      |
| 8 | «Mother of the Year»   | 22 июля 2018 | 0.3             | 0.781                | 0.1         | 0.371                    | 0.4           | 1.153                      |

#### 2 сезон
| №  | Название                           | Дата показа     | Рейтинг (18—49) | Зрителей (миллионов) | DVR (18—49) | Зрителей DVR (миллионов) | Всего (18—49) | Всего зрителей (миллионов) |
| -- | ---------------------------------- | --------------- | --------------- | -------------------- | ----------- | ------------------------ | ------------- | -------------------------- |
| 1  | «Acting Up»                        | 11 июня 2019    | 0.3             | 0.672                | N/A         | 0.653                    | N/A           | 1.328                      |
| 2  | «Worth It»                         | 18 июня 2019    | 0.2             | 0.567                | 0.2         | 0.640                    | 0.4           | 1.208                      |
| 3  | «Butterfly/Cocoon»                 | 25 июня 2019    | 0.2             | 0.589                | 0.2         | 0.573                    | 0.4           | 1.163                      |
| 4  | «Never Knew Love Like This Before» | 9 июля 2019     | 0.2             | 0.580                | 0.2         | 0.686                    | 0.4           | 1.268                      |
| 5  | «What Would Candy Do?»             | 16 июля 2019    | 0.1             | 0.497                | 0.3         | 0.596                    | 0.4           | 1.094                      |
| 6  | «Love's In Need Of Love Today»     | 23 июля 2019    | 0.2             | 0.505                | N/A         | 0.588                    | N/A           | 1.095                      |
| 7  | «Blow»                             | 30 июля 2019    | 0.2             | 0.405                | N/A         | 0.617                    | N/A           | 1.023                      |
| 8  | «Revelations»                      | 6 августа 2019  | 0.2             | 0.508                | 0.2         | 0.540                    | 0.4           | 1.051                      |
| 9  | «Life's a Beach»                   | 13 августа 2019 | 0.2             | 0.547                | N/A         | 0.553                    | N/A           | 1.102                      |
| 10 | «In My Heels»                      | 20 августа 2019 | 0.2             | 0.536                | N/A         | N/A                      | N/A           | N/A                        |

### Награды и номинации
| Год  | Награда                                      | Категория                                           | Номинант(-ы)                                                                  | Результат |
| ---- | -------------------------------------------- | --------------------------------------------------- | ----------------------------------------------------------------------------- | --------- |
| 2018 | Премия «Готэм»                               | Прорыв года среди телесериалов                      | «Поза»                                                                        | Номинация |
| 2018 | Премия Американского института киноискусства | 10 лучших телевизионных программ года               | «Поза»                                                                        | Победа    |
| 2019 | Премия «Золотой глобус»                      | Лучший телевизионный сериал — драма                 | «Поза»                                                                        | Номинация |
| 2019 | Премия «Золотой глобус»                      | Лучшая мужская роль в телевизионном сериале — драма | Билли Портер                                                                  | Номинация |
| 2019 | Премия «Дориан»                              | Телевизионная драма года                            | «Поза»                                                                        | Победа    |
| 2019 | Премия «Дориан»                              | Телевизионный перформанс года                       | Билли Портер                                                                  | Победа    |
| 2019 | Премия «Дориан»                              | ЛГБТК-телешоу года                                  | «Поза»                                                                        | Победа    |
| 2019 | Премия «Дориан»                              | Телевизионный музыкальный момент года               | Билли Портер, Эмджей Родригес и Our Lady J (выступление с песней «Home»)      | Победа    |
| 2019 | Премия «Выбор телевизионных критиков»        | Лучший драматический телесериал                     | «Поза»                                                                        | Номинация |
| 2019 | Премия «Выбор телевизионных критиков»        | Лучшая мужская роль в драматическом телесериале     | Билли Портер                                                                  | Номинация |
| 2019 | Премия Гильдии сценаристов США               | Телевидение: Новый сериал                           | Стивен Каналс, Брэд Фэлчак, Тодд Кубрак, Джанет Мок, Райан Мёрфи и Our Lady J | Номинация |
| 2019 | Премия «ГЛААД»                               | Лучший драматический сериал                         | «Поза»                                                                        | Победа    |
| 2019 | Премия Пибоди                                | Развлекательная программа                           | «Поза»                                                                        | Победа    |
| 2019 | Почести телевизионной академии               | н/д                                                 | «Поза»                                                                        | Победа    |
| 2019 | MTV Movie & TV Awards                        | Прорыв года                                         | Эмджей Родригес                                                               | Номинация |
| 2019 | Премия Ассоциации телевизионных критиков     | Программа года                                      | «Поза»                                                                        | Номинация |
| 2019 | Премия Ассоциации телевизионных критиков     | Выдающиеся достижения в драме                       | «Поза»                                                                        | Номинация |
| 2019 | Премия Ассоциации телевизионных критиков     | Личные достижения в драме                           | Билли Портер                                                                  | Номинация |